# Manglabitas
Os manglabitas ou manglavitas (em grego: μαγ[γ]λαβίται; romaniz.: manglavitai/manglabitai; singular: em grego: μαγ[γ]λαβίτης; romaniz.: manglabitēs ou manglavites) eram um corpo de guarda-costas do Império Bizantino. Seu nome deriva do termo manglábio (em grego: μαγγλάβιον; romaniz.: manglabion; bastão) que era também usado para designar todo o corpo. A origem do termo em si é debatido: uma teoria considera-o como derivado do árabe mijlab ("chicote"), enquanto outra do latim manus ("mão") e clava ("bastão"). Talvez o mais famoso manglabita foi o rei norueguês Haroldo, que recebeu o título em reconhecimento de seus serviços na guarda varegue nos anos 1030.
Os manglabitas aparecem pela primeira vez no século IX, quando, juntamente com o Heteria imperial, eram responsáveis pela segurança pessoal do imperador. Armados com espadas, os manglabitas precederam-o em cerimônias e foram responsáveis pela abertura de certas portas do palácio imperial todas as manhãs. Os manglabitas eram de origem e estatuto relativamente humilde, muitas vezes até mesmo analfabeto, mas seus comandantes, conhecidos como primeiro manglabita (em grego: πρωτομαγγλαβίτης) ou responsável pelo manglábio (em grego: ἐπί τοῦ μαγγλαβίου; romaniz.: epi tou manglabiou), tinha uma elevada classificação na hierarquia imperial devido a sua proximidade com o imperador. Os manglabitas como um corpo de guarda imperial desapareceu pelo final do século XI, mas há evidência sigilográfica dos "manglabitas da Grande Igreja" (ou seja Patriarcado de Constantinopla) do século XI ao XIII.